# プサ＝ヴィルヌーヴ
プサ＝ヴィルヌーヴ (フランス語: Pessat-Villeneuve) はフランス中部のコミューンであり、オーヴェルニュ＝ローヌ＝アルプ地域圏のピュイ＝ド＝ドーム県に位置する。

## 難民の受け入れ
2015年11月、プサ＝ヴィルヌーブ村は、パリとカレーから来た難民の受付センターとして城を開放した。以降136人の難民を受け入れている。
2015年11月、オーヴェルニュに来た難民は約250人であったうち、水痘ウイルスへの感染による限定的なアウトブレイクがヴァレンヌ＝シュル＝アリエ、ついでクレルモン＝フェランで起きた。その後同年の12月28日、スーダンからカレーのキャンプを経てプサ＝ヴィルヌーブに来た31人の難民のうち3件の水痘ウイルスへの感染が報告された。地域圏健康局(フランス語: Agence Régionale de Santé)らの調査により、彼らがフランスに到着して以降この31人のうち合計12人が感染しており、罹患率は39%であった。